# Grimmiaceae
Die Grimmiaceae sind die namensgebende Familie der Moos-Ordnung Grimmiales. Es handelt sich bei ihnen vorwiegend um lichtliebende Gesteinsmoose, die häufig sehr resistent gegen Austrocknung sind. Einige Arten ziehen auch sandige Stellen vor.

## Merkmale
Die Pflanzen wachsen in dichten Polstern oder auch niederliegend.
Die meist lanzettlichen Blätter bestehen bei vielen Arten aus zwei Zellschichten. Fast stets haben die Blätter eine haarartig ausgezogene chlorophylllose Blattspitze („Glashaare“), wodurch die Kissen dieser Moose oft grau oder silbern schimmern. Diese Haare dienen dazu, einfallendes Licht zu zerstreuen. Bei den Arten, die eher schattigere Standorte bewohnen, sind die Glashaare häufig zurückgebildet.
Die Sporogone stehen endständig oder auf kurzen Seitentrieben. Die Kapsel ist eingesenkt oder steht auf einem kurzen Kapselstiel und ist eiförmig bis zylindrisch. Das Peristom besteht aus 16 Zähnen.

## Vorkommen
Der überwiegende Teil der Arten zieht kalkfreies Gestein vor. Nur wenige Arten dringen dagegen, auf Mörtel wachsend, auch in die Innenstädte vor.
Die Familie ist weltweit in den gemäßigten Zonen einschließlich der Hochgebirge verbreitet. In den Tropen bewohnen sie nur die Hochgebirge.

## Gattungen
Die Familie enthält 10 Gattungen mit rund 330 Arten in zwei Unterfamilien
- Unterfamilie Racomitrioideae
  - Bucklandiella, 58 Arten, weltweit
  - Codriophorus, 15 Arten, holarktisch
  - Niphotrichum, 8 Arten, gemäßigte bis arktische Breiten der Nordhalbkugel, Makaronesien
  - Racomitrium, 14 Arten, weltweit

- Unterfamilie Grimmioideae
  - Aligrimmia, 1 Art, Peru
    - Aligrimmia peruviana

  - Coscinodon, 10 Arten, holarktisch, Südamerika, Neuseeland, Antarktis
  - Coscinodontella, 1 Art, Peru
    - Coscinodontella bryanii

  - Grimmia, ca. 110 Arten, weltweit
  - Leuroperichaetium, 1 Art, Namibia
    - Leuroperichaetium eremophilum

  - Schistidium, 110 Arten, weltweit
    - Schistidium apocarpum